# Interviews with My Lai Veterans
Interviews with My Lai Veterans é um filme-documentário em curta-metragem estadunidense de 1970 dirigido e escrito por Joseph Strick. Venceu o Oscar de melhor documentário de curta-metragem na edição de 1971.

## Elenco
- Richard Hammer